# La Grigonnais
La Grigonnais – miejscowość i gmina we Francji, w regionie Kraj Loary, w departamencie Loara Atlantycka.
Według danych na rok 2010 gminę zamieszkiwało 1548 osób, a gęstość zaludnienia wynosiła 73 osoby/km².